# Long Cay

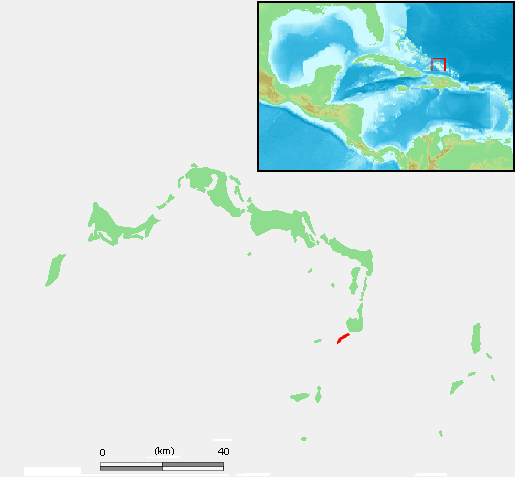
Long Cay

Long Cay (voorheen Fortune Island, Spaans: Cayo Largo) is een langwerpig eiland behorende bij de Bahama's. Het ligt ten zuiden van Highborne Cay en ten noorden van Little Norman's cay. Het behoort tot het district Acklins. Het eiland heeft een oppervlakte van 21 km². Er wonen ongeveer 33 mensen. Hoofdplaats is Albert Town. 
Het eiland werd op 19 oktober 1492 ontdekt door Christopher Columbus op zijn eerste reis naar de Nieuwe Wereld. Hij noemde het eiland Ysabela.